# Prima Lega 1949-1950 (calcio)
La Prima Lega 1949-1950, campionato svizzero di terza serie, si concluse con la vittoria del Winterthur.

## Regolamento
Scopo del torneo è quello di ottenere due promozioni e quattro retrocessioni.
Torneo svolto in due fasi: la prima fase vede le 36 squadre partecipanti suddivise, con criterio regionale, in tre gironi composti da 12 squadre ciascuno, in cui le prime classificate di ogni girone, si affrontano nella fase finale, in un mini-torneo a tre, per stabilire le due squadre promosse in Lega Nazionale B. Le ultime tre squadre di ciascun girone vengono retrocesse direttamente in Seconda Lega. Per stabilire la quarta retrocessione si ricorre (fase finale) ad un mini-torneo a tre, in cui partecipano le squadre penultime classificate di ogni girone. La prima fase vede le squadre impegnate in gare di andata e ritorno, mentre la fase finale prevede incontri in gare unica.

## Girone ovest

### Classifica finale
|  | Pos. | Squadra               | Pt | G  | V  | N | P  | GF | GS | DR  |
|  | ---- | --------------------- | -- | -- | -- | - | -- | -- | -- | --- |
|  | 1.   | Malley                | 38 | 22 | 18 | 2 | 2  | 73 | 17 | +56 |
|  | 2.   | Vevey                 | 26 | 22 | 12 | 2 | 8  | 42 | 30 | +12 |
|  | 3.   | International Ginevra | 25 | 22 | 9  | 7 | 6  | 42 | 27 | +15 |
|  | 4.   | La Tour-de-Peilz      | 24 | 22 | 9  | 6 | 7  | 37 | 39 | -2  |
|  | 5.   | Stade Nyonnais        | 22 | 22 | 8  | 6 | 8  | 29 | 35 | -6  |
|  | 6.   | Montreux-Sports       | 21 | 22 | 8  | 5 | 9  | 24 | 30 | -6  |
|  | 7.   | Sierre                | 20 | 22 | 7  | 6 | 9  | 45 | 37 | +8  |
|  | 8.   | Ambrosiana Losanna    | 20 | 22 | 8  | 4 | 10 | 34 | 41 | -7  |
|  | 9.   | Yverdon               | 19 | 22 | 6  | 7 | 9  | 33 | 41 | -8  |
|  | 10.  | Central Friburgo      | 18 | 22 | 5  | 8 | 9  | 33 | 44 | -11 |
|  | 11.  | Stade Lausanne        | 18 | 22 | 7  | 4 | 11 | 30 | 41 | -11 |
|  | 12.  | Gardy-Jonction        | 13 | 22 | 3  | 7 | 12 | 21 | 61 | -40 |

Legenda:

      Ammessa alla fase finale per la promozione in Lega Nazionale B 1950-1951.

      Ammessa alla fase finale per la retrocessione in Seconda Lega 1950-1951.

      Retrocessa in Seconda Lega 1950-1951.

Note:
Due punti a vittoria, uno a pareggio, zero a sconfitta.

### Spareggio per il penultimo posto
|                  | Risultati |                  | Luogo e data             |  |
| ---------------- | --------- | ---------------- | ------------------------ |  |
| Central Friburgo | 2 - 0     | Stade Lausanne   | Friburgo, 18 giugno 1950 |  |
| Stade Lausanne   | 4 - 2     | Central Friburgo | Losanna, 25 giugno 1950  |  |
| Central Friburgo | 3 - 1     | Stade Lausanne   | Payerne, 2 luglio 1950   |  |

## Girone centrale

### Classifica finale
|  | Pos. | Squadra           | Pt | G  | V  | N  | P  | GF | GS | DR  |
|  | ---- | ----------------- | -- | -- | -- | -- | -- | -- | -- | --- |
|  | 1.   | Concordia Basilea | 38 | 22 | 18 | 2  | 2  | 73 | 18 | +55 |
|  | 2.   | Lengnau           | 27 | 22 | 10 | 7  | 5  | 46 | 32 | +14 |
|  | 3.   | Helvetia Berna    | 26 | 22 | 9  | 8  | 5  | 46 | 34 | +12 |
|  | 4.   | Derendingen       | 24 | 22 | 8  | 8  | 6  | 39 | 33 | +6  |
|  | 5.   | Soletta           | 24 | 22 | 9  | 6  | 7  | 32 | 44 | -12 |
|  | 6.   | Olten             | 23 | 22 | 7  | 9  | 6  | 40 | 29 | +11 |
|  | 7.   | Kleinhüningen     | 22 | 22 | 6  | 10 | 6  | 40 | 35 | +5  |
|  | 8.   | Porrentruy        | 22 | 22 | 7  | 8  | 7  | 39 | 40 | -1  |
|  | 9.   | St. Imier         | 17 | 22 | 6  | 5  | 11 | 33 | 56 | -23 |
|  | 10.  | Birsfelden        | 15 | 22 | 4  | 7  | 11 | 30 | 46 | -16 |
|  | 11.  | Pratteln          | 15 | 22 | 3  | 9  | 10 | 24 | 45 | -21 |
|  | 12.  | Zofingen          | 11 | 22 | 4  | 3  | 15 | 32 | 62 | -30 |

Legenda:

      Ammessa alla fase finale per la promozione in Lega Nazionale B 1950-1951.

      Ammessa alla fase finale per la retrocessione in Seconda Lega 1950-1951.

      Retrocessa in Seconda Lega 1950-1951.

Note:
Due punti a vittoria, uno a pareggio, zero a sconfitta.

### Spareggio per il penultimo posto
|            | Risultati |            | Luogo e data               |  |
| ---------- | --------- | ---------- | -------------------------- |  |
| Birsfelden | 3 - 5     | Pratteln   | Birsfelden, 18 giugno 1950 |  |
| Pratteln   | 1 - 0     | Birsfelden | Pratteln, 25 giugno 1950   |  |

## Girone est

### Classifica finale
|  | Pos. | Squadra           | Pt | G  | V  | N | P  | GF | GS | DR  |
|  | ---- | ----------------- | -- | -- | -- | - | -- | -- | -- | --- |
|  | 1.   | Winterthur        | 41 | 22 | 19 | 3 | 0  | 55 | 26 | +29 |
|  | 2.   | Wil               | 32 | 22 | 15 | 2 | 5  | 53 | 29 | +24 |
|  | 3.   | Sciaffusa         | 31 | 22 | 14 | 3 | 5  | 68 | 33 | +35 |
|  | 4.   | Uster             | 25 | 22 | 12 | 1 | 9  | 43 | 43 | 0   |
|  | 5.   | Baden             | 24 | 22 | 9  | 6 | 7  | 49 | 36 | +13 |
|  | 6.   | Red Star          | 21 | 22 | 9  | 3 | 10 | 30 | 27 | +3  |
|  | 7.   | Arbon             | 21 | 22 | 6  | 9 | 7  | 39 | 39 | 0   |
|  | 8.   | Schöftland        | 18 | 22 | 7  | 4 | 11 | 43 | 53 | -10 |
|  | 9.   | Altstetten        | 15 | 22 | 5  | 5 | 12 | 32 | 51 | -19 |
|  | 10.  | Blue Stars Zurigo | 14 | 22 | 6  | 2 | 14 | 44 | 65 | -21 |
|  | 11.  | Kreuzlingen       | 12 | 22 | 3  | 6 | 13 | 27 | 47 | -20 |
|  | 12.  | Zofingen          | 10 | 22 | 3  | 4 | 15 | 18 | 52 | -34 |

Legenda:

      Ammessa alla fase finale per la promozione in Lega Nazionale B 1950-1951.

      Ammessa alla fase finale per la retrocessione in Seconda Lega 1950-1951.

      Retrocessa in Seconda Lega 1950-1951.

Note:
Due punti a vittoria, uno a pareggio, zero a sconfitta.

## Finali per la promozione in LNB
| 18 giugno 1950 | Malley | 0 - 1 | Winterthur | Losanna |
| 18 giugno 1950 |        |       |            | Losanna |

| 25 giugno 1950 | Winterthur | 2 - 1 | Concordia Basilea | Winterthur |
| 25 giugno 1950 |            |       |                   | Winterthur |

| 9 luglio 1950 | Concordia Basilea | 3 - 2 | Malley | Basilea |
| 9 luglio 1950 |                   |       |        | Basilea |

## Finali per la retrocessione in Seconda Lega
| 2 luglio 1950 | Kreuzlingen | 1 - 2 | Birsfelden | Kreuzlingen |
| 2 luglio 1950 |             |       |            | Kreuzlingen |

| 9 luglio 1950 | Stade Lausanne | 1 - 0 | Kreuzlingen | Losanna |
| 9 luglio 1950 |                |       |             | Losanna |

| - - | Birsfelden | [ 2 ] | Stade Lausanne | - |
| - - |            |       |                | - |

## Verdetti Finali
- FC Winterthur vincitore del torneo.
- FC Winterthur e Concordia di Basilea promosse in Lega Nazionale B
- Gardy-Jonction di Ginevra, FC Emmenbrücke, SC Zofingen e FC Kreuzlingen retrocesse in Seconda Lega.